# John Vanderslice

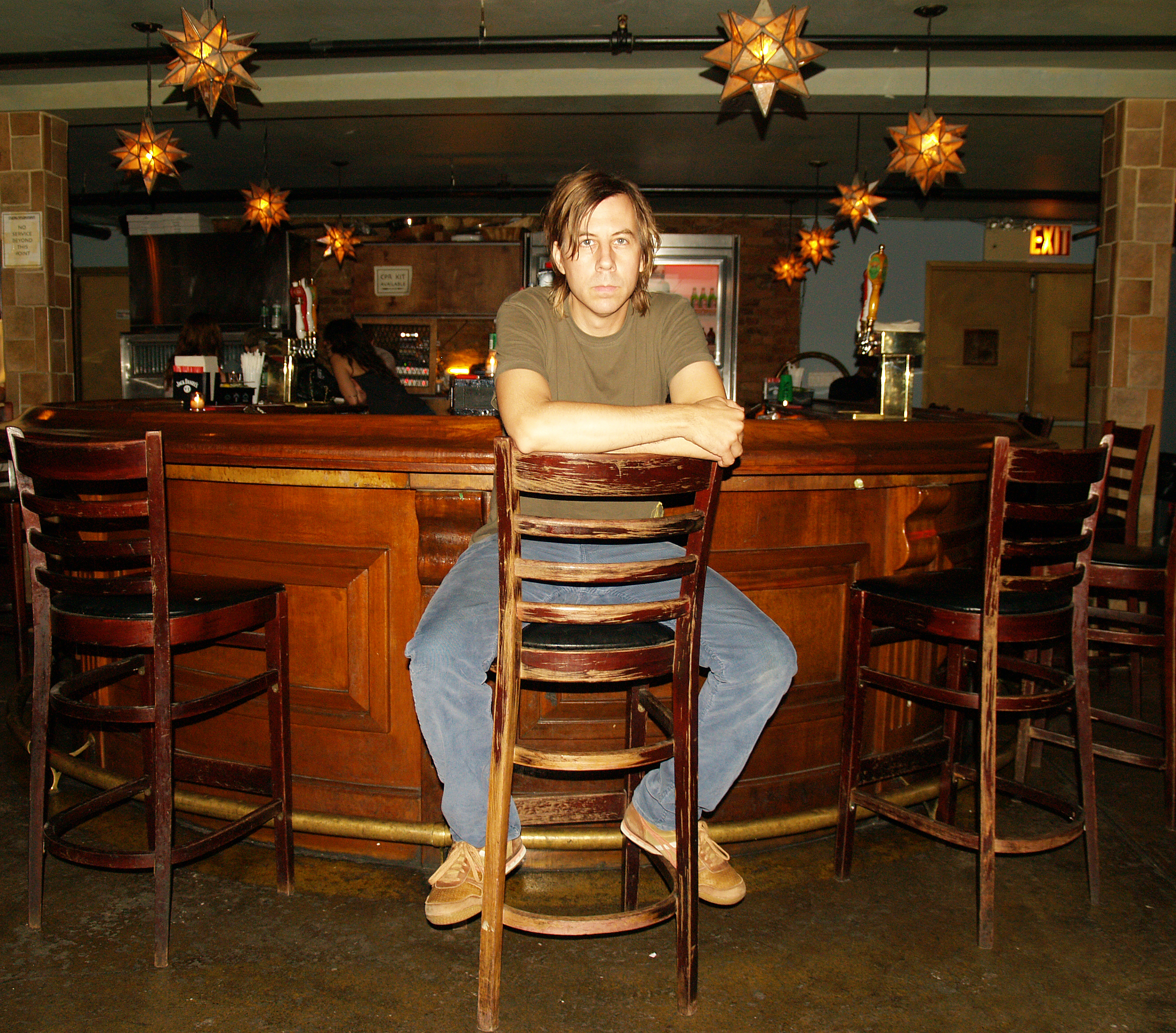
Vanderslice im Jahr 2007

John Vanderslice (* 22. Mai 1967 in Gainesville, Florida) ist US-amerikanischer Sänger und Songwriter. Viele seiner Songs richten sich gegen amerikanische Regierungen, deren Entscheidungsträger und deren Fehlleistungen innerhalb der Politik.

## Karriere
1994 gründete Vanderslice mit Don Carr, Matt Torrey und John Tyner die Band MK Ultra, mit der er drei Platten veröffentlichte. 
1997 gründete er in San Francisco das Studio Tiny Telephone, das sich durch die rein analoge Aufnahmetechnik auszeichnete. Wegen der günstigen Studiokosten wird er von vielen Bands aufgesucht, darunter Death Cab for Cutie, Two Gallants, Granfaloon Bus, Nada Surf, Mates of State und die Mountain Goats. 1999 löste sich die MK Ultra Band auf, Vanderslice konzentrierte sich weiter auf seine Solokarriere.

## Werke
2000 erschien sein Debütalbum Mass Suicide Occult Figurines. Sein Song Bill Gates Must Die sorgte für Aufsehen, da der Text von einer pornosüchtigen Person handelt. In diesem Song macht er außerdem Bill Gates als Erfinder des Internet-Explorers für seine Sucht verantwortlich und wünscht ihm daher den Tod. 2001 veröffentlichte er sein zweites Album Time Travel Is Lonely auf Basuk Records. 2002 erschien Life and Death of an American Fourtracker und 2004 Cellar Door. Mit den Mountain Goats ist er als Produzent an deren Alben We Shall All Be Healed (2004) und The Sunset Tree (2005) beteiligt.
2005 erschien Pixel Revolt, das sich vorwiegend mit den Ereignissen des 11. September 2001 auseinandersetzt. Vanderslice spricht sich unter anderem gegen die anschließenden militärischen Reaktionen seitens der USA aus. Zwei Jahre später erscheint das sechste Album Emerald City, auf dem er von Künstlern wie Jan Bjornstadt, David Broecker und David Douglas unterstützt wird.

## Diskografie
- Mass Suicide Occult Figurines (2000)
- Time Travel Is Lonely (2001)
- Life and Death of an American Fourtracker (2002)
- Cellar Door (2004)
- MGM Endings: Cellar Door Remixes (2004)
- Pixel Revolt (2005)
- Suddenly It All Went Dark: Pixel Revolt Live to 2-Track (2006)
- Scott Solter Remixes Pixel Revolt in Analog (2007)
- Emerald City (2007)
- Moon Colony Bloodbath – Vinyl-EP (mit Mountain Goats) (2009)
- Romanian Names (2009)
- White Wilderness (2011)
- Dagger Beach (2013)